# 流体静力学
流体静力学（Hydrostatics）是连续介质力学的分支学科流体力学的子学科。

## 基本概念
流体静力学研究流体（诸如气体和液体）静止时的现象以及相关力学行为的科学。这样的现象和行为可以用数学表达式来表述，称为流体静力学基本方程式。

## 研究对象
静止的气体和液体，也包括介于固体和液体之间的物质，如液晶。

## 液体静力学基本方程
为了导出液体静力学基本方程我们考察以下对象：在重力场中，一个立方体形状的流体微元受重力加速度g的作用。
{\displaystyle dV=dx\cdot dy\cdot dz} 密度为 {\displaystyle \rho }，上表面压强为 {\displaystyle p(y)}。下表面压强为（方向相反） {\displaystyle p(y)+dp}.
```
 [p(y) + dp]*dV＝p(y) *dV＋ρ*g*dh* dV
```

```
 so : dp=ρ*g*dh
```

## 创始人
古希腊的著名物理学家阿基米德。其著作《论浮体》（On Floating Bodies）是历史上研究流体静力学的第一部作品。

## 应用
流体静力学的在实际当中的应用十分广泛。工程、水利、水运等方面的作用尤其明显。
主要如下四个方面:1)多数测量压力的仪表都是利用静止流体传递压力，以流体静力学原理为依据----压力传感；2)液位显示和测量；3)防止气体从设备中外溢的液封装置；4)互不相溶的液体混合物的连续分离。